# Karlspreis

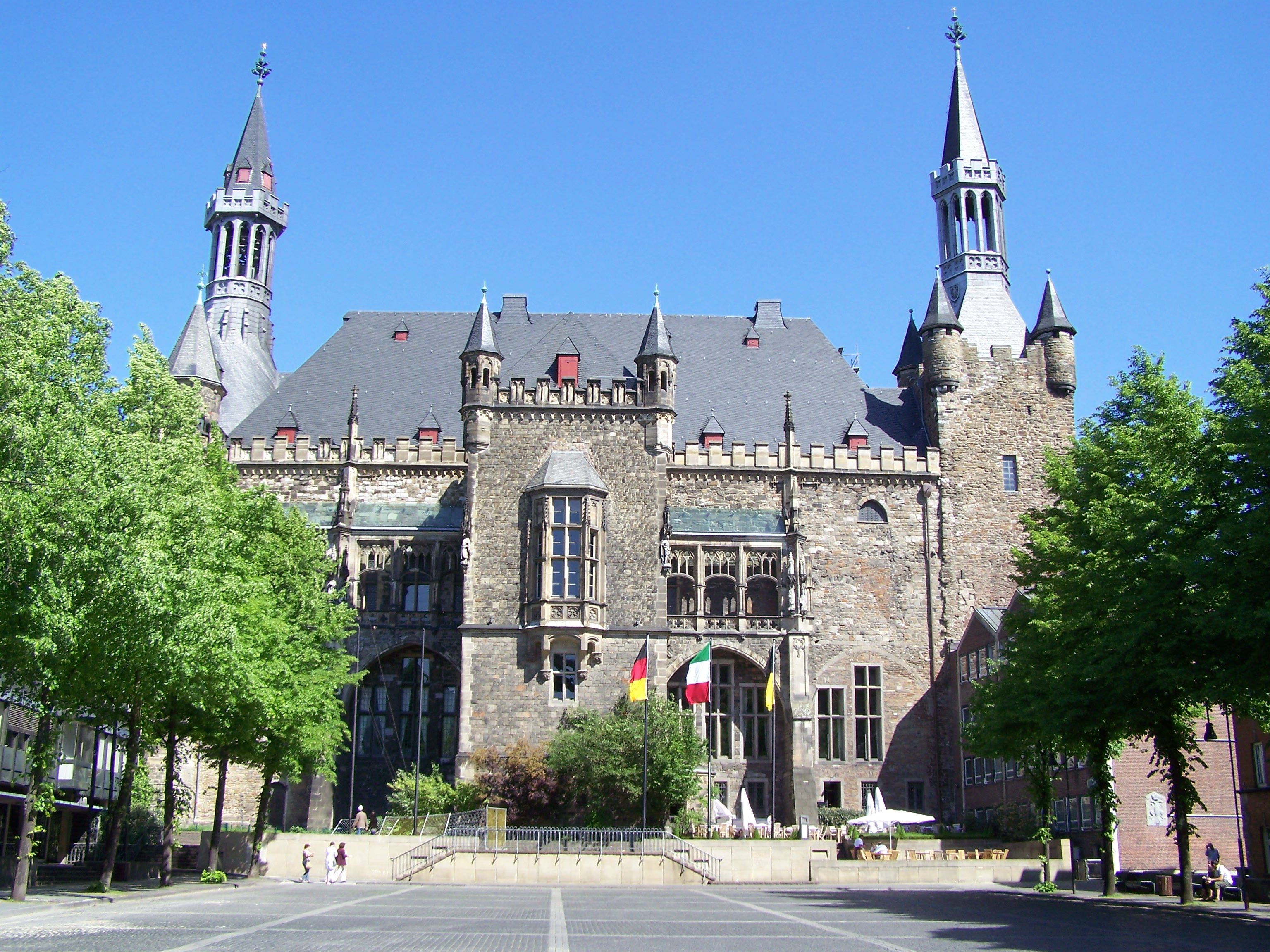
Das Aachener Rathaus, Verleihungsort des Karlspreises, im Mai 2007

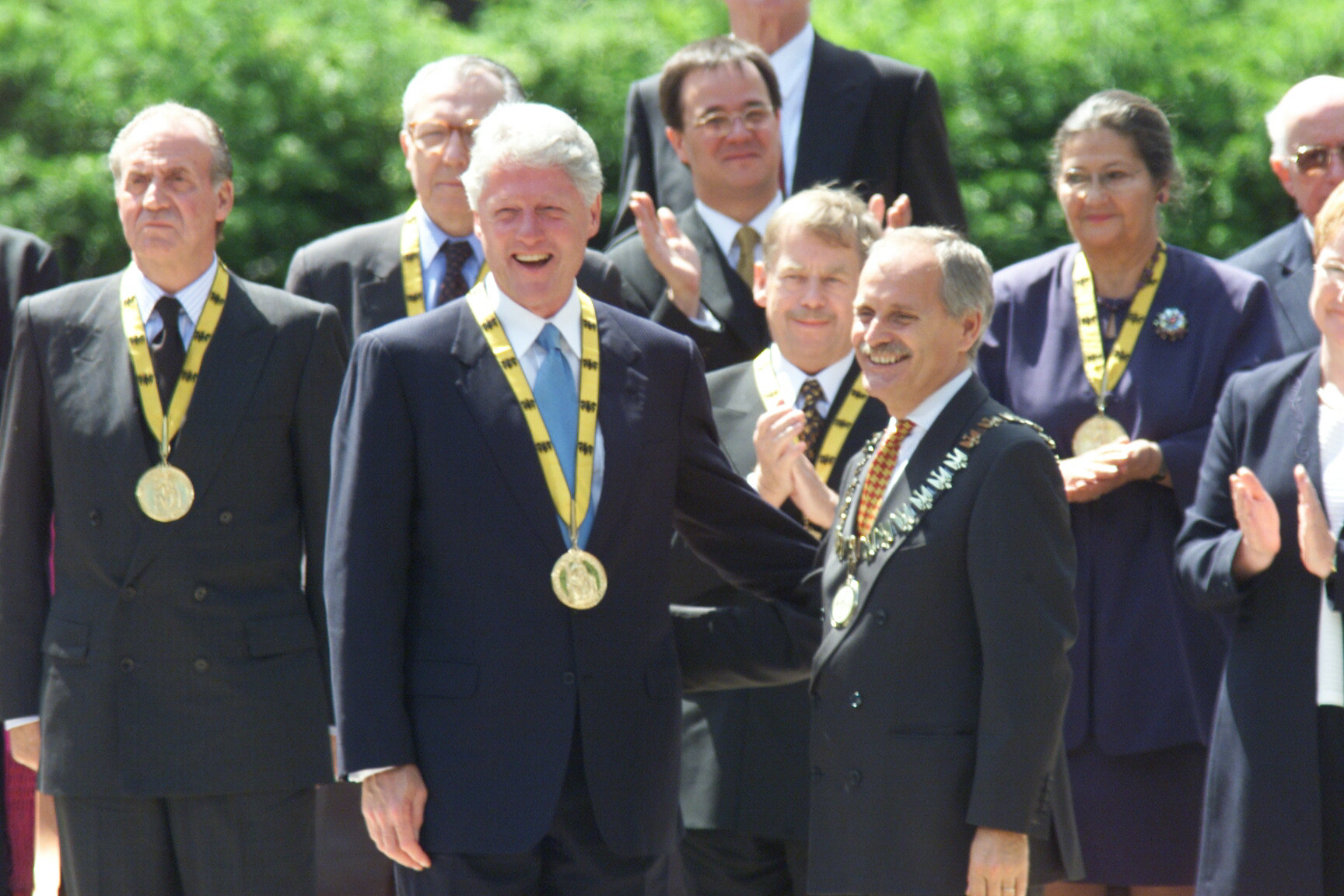
Oberbürgermeister Linden bei der Verleihung 2000 mit Bill Clinton. Im Hintergrund Armin Laschet und weitere Preisträger, darunter Juan Carlos I., Václav Havel und Simone Veil

Der Karlspreis, vollständiger Name seit 1988 Internationaler Karlspreis zu Aachen, wird in Aachen seit 1950 in der Regel jährlich an Persönlichkeiten des öffentlichen Lebens verliehen, die sich um Europa und die europäische Einigung verdient gemacht haben.
Der Preis wurde nach dem Kaiser Karl dem Großen benannt, der bereits zu Lebzeiten als „Vater Europas“ (Pater Europae) gelobt wurde und als eine nach wie vor das kollektive europäische Geschichtsbewusstsein prägende Persönlichkeit gilt. Am Ende des 8. Jahrhunderts gründete er die Aachener Königspfalz und machte so Aachen zum politischen, spirituellen und kulturellen Zentrum seines Reiches, welches sich über weite Teile Europas erstreckte. Durch die Namenswahl sollte nach der Vorstellung des Initiators Kurt Pfeiffer eine Brücke von der Vergangenheit in die Zukunft geschlagen werden.
Der Preis besteht aus einer von den Mitgliedern des Karlspreisdirektoriums unterzeichneten Urkunde und einer Medaille. Die Vorderseite der Medaille zeigt das Bildnis Karls des Großen auf seinem Thron mit der Inschrift Carolus Magnus Romanorum Imperator Augustus (lat. für „Karl der Große, erhabener Kaiser der Römer“) – eine Darstellung des ältesten erhaltenen Aachener Stadtsiegels aus dem frühen 12. Jahrhundert. Auf der Rückseite stehen der Name des Preisträgers und ein ihm gewidmeter Text. Bis 2007 war der Preis zusätzlich mit einem Geldbetrag von 5000 Euro versehen. Seit 2008 kommt dieses Preisgeld dem Karlspreis für die Jugend zugute. Ab 2025 soll der Karlspreis mit einer Million Euro dotiert sein. Mit dem Preisgeld sollen in Abstimmung mit dem Preisträger europäische Projekte finanziert werden.

## Geschichte
Die Idee des Karlspreises geht auf den Aachener Kaufmann Kurt Pfeiffer zurück, der sie am 19. Dezember 1949 in einem Vortrag bei der Corona Legentium Aquensis, einem Lese- und Diskussionszirkel, in Aachen vorstellte. In kurzer Zeit versammelte Pfeiffer wichtige Aachener Persönlichkeiten zur Proklamation des Karlspreises der Stadt Aachen. Unterzeichnet wurde diese neben Pfeiffer von Oberbürgermeister Albert Maas, Oberstadtdirektor Albert Servais und Bürgermeister Ludwig Kuhnen, Bischof Johannes Joseph van der Velden, dem RWTH-Rektor Wilhelm Müller sowie den Hochschulprofessoren Peter Mennicken und Franz Krauß, dem Präsidenten der Deutsch-Belgisch-Luxemburgischen Handelskammer in Köln und späteren Oberbürgermeister der Stadt Aachen Hermann Heusch wie auch weiteren Vertretern der Wirtschaft, wie dem niederländischen Direktor der Philips-Werke Carel Nieuwenhuijsen, dem luxemburgischen Generaldirektor der Vereinigten Glaswerke Jean Louis Schrader und dem Tuchfabrikanten Erasmus Schlapp.
Am 14. März 1950 wurde die Gesellschaft zur Verleihung des Internationalen Karlspreises der Stadt Aachen (Karlspreisgesellschaft) gegründet. Die zwölf Unterzeichner der Proklamation bildeten das erste Karlspreisdirektorium. Sie erklärten, der Preis solle fortan jährlich „Persönlichkeiten verliehen“ werden, „die den Gedanken der abendländischen Einigung in politischer, wirtschaftlicher und geistiger Beziehung gefördert haben“. Die Karlspreisgesellschaft ist seit 1987 in der Rechtsform eines eingetragenen Vereins verfasst und führt den Namen Gesellschaft für die Verleihung des Internationalen Karlspreises zu Aachen e. V. Seit 1997 existiert daneben die Stiftung Internationaler Karlspreis zu Aachen, die den Gedanken der europäischen Einigung fördern soll sowie den Karlspreis ideell und materiell unterstützt.

## Verleihungsmodus
Die Auswahl des Preisträgers trifft das Direktorium der Karlspreisgesellschaft. Mitglieder kraft Amtes sind der Oberbürgermeister der Stadt Aachen, der Dompropst in Aachen und der Rektor der RWTH Aachen. Weitere Mitglieder sind Vertreter der im Rat der Stadt Aachen vertretenen Fraktionen, vom Direktorium benannte Persönlichkeiten sowie gewählte Mitglieder und Vertreter der Stiftung. Vorschläge für die Preisträger werden nicht nur aus dem Direktorium und der Stiftung, sondern auch von Personen und Institutionen außerhalb dieser Gremien eingebracht. Externe Vorschläge werden genauso behandelt wie interne Vorschläge. Das Direktorium tagt nichtöffentlich. Kommuniziert wird nur die Entscheidung, die Diskussionen im Direktorium sind nicht öffentlich und vertraulich.
Die Verleihung findet traditionell am Feiertag Christi Himmelfahrt im Krönungssaal des Rathauses der Stadt Aachen statt. In einer feierlichen Zeremonie werden Urkunde und Medaille überreicht. Weitere Elemente dieser Zeremonie sind die Laudatio, die Rede des Preisträgers, die Aufführung des Hymnus Urbs Aquensis und der Europahymne. Die Zeremonie wird live im WDR Fernsehen übertragen. Am Tag der Verleihung findet außerdem auf dem Aachener Katschhof ein Bürgerfest statt. Am Vortag der Verleihung findet seit einigen Jahren auch eine Konferenz zu aktuellen Europathemen statt: Der Preisträger besucht die RWTH Aachen und hält dort eine Rede. Im Anschluss gibt es ein feierliches Abendessen mit geladenen Gästen. Eingebettet ist die Verleihung in ein umfangreiches, mehrwöchiges Rahmenprogramm mit Vorträgen, Diskussionen und kulturellen Beiträgen, die die aktuelle Lage Europas, die jeweiligen Preisträger und deren Herkunftsland thematisieren.
Im Jahr 2010 setzte sich auf Initiative der ehemaligen Ratsfrau und Bürgermeisterin Meike Thüllen (FDP) ein Bürgerforum dafür ein, dass die unter Verschluss gehaltenen Akten über die Auswahl der Kandidaten und die Entscheidung über die Vergabe des Aachener Karlspreises, die älter als 30 Jahre sind, der Öffentlichkeit zugänglich zu machen, um somit auch ihre wissenschaftliche Auswertung ermöglichen zu können. In der Ausgabe der Aachener Nachrichten und Aachener Zeitung vom 29. April 2013 wird der Sprecher des Direktoriums, Jürgen Linden, mit der Aussage zitiert, dass das Direktorium jeweils im Einzelfall über Anträge auf Einsichtnahme entscheiden werde.

## Gremien

### Karlspreisgesellschaft
Die „Gesellschaft für die Verleihung des Internationalen Karlspreises der Stadt Aachen“ (Karlspreisgesellschaft) wurde 1950 gegründet. Ihre Aufgabe sind entsprechend der Satzung alle mit der Karlspreisverleihung verbundenen Aufgaben. Seit 1987 ist die Karlspreisgesellschaft ins Vereinsregister eingetragen mit der heutigen Bezeichnung „Gesellschaft für die Verleihung des Internationalen Karlspreises zu Aachen e. V.“.

### Direktorium
Das Direktorium dieser Gesellschaft wählt den jährlichen Karlspreisträger aus. Die Sitzungen des Gremiums sind nicht öffentlich. Es besteht aktuell aus 19 Mitgliedern:
Geborene Mitglieder sind:
- Sibylle Keupen, Oberbürgermeisterin der Stadt Aachen
- Rolf-Peter Cremer, Dompropst
- Ulrich Rüdiger, Rektor der Rheinisch-Westfälischen Technischen Hochschule Aachen

Gewählte Mitglieder sind:
- Jürgen Linden, Sprecher (Vorsitzender) des Direktoriums
- Gisela Kohl-Vogel, Präsidentin der Industrie- und Handelskammer Aachen
- Astrid Lambrecht Vorstandsvorsitzende des Forschungszentrums Jülich
- Armin Laschet, Ministerpräsident a. D.
- Isabel Pfeiffer-Poensgen
- Christoph Schmallenbach, Mitglied des Vorstandes der Generali Deutschland AG
- Angela Maas, Journalistin und Moderatorin

Von den im Rat der Stadt vertretenen Fraktionen benannte Mitglieder sind:
- Fabia Kehren, SPD
- Georg Helg, FDP
- Hermann Josef Pilgram, Bündnis 90/Die Grünen
- Alexandra Radermacher, Fraktion DIE Zukunft / UWG Aachen
- Margrethe Schmeer, CDU

Vom Direktorium benannte Mitglieder sind:
- Sabine Scholt
- Hans-Gert Pöttering

Von der Stiftung Internationaler Karlspreis zu Aachen entsandte Mitglieder sind:
- Thomas Prefi
- Ulrich Hermann

#### Ehemalige Vorsitzende des Direktoriums
Die bisherigen Sprecher (Vorsitzenden) des Karlspreisdirektoriums sind:
- Kurt Pfeiffer, Initiator des Karlspreises der Stadt Aachen. Bis zur Einführung des Sprecheramtes 1953 bildete er mit Albert Maas und Peter Mennicken den – „Arbeitsausschuss“ genannten – gemeinschaftlichen Vorstand des Direktoriums.
- Albert Maas, 1953 bis 1970
- Jean Louis Schrader, 1970 bis Januar 1981
- Hugo Cadenbach, 1981 bis 1997
- Walter Eversheim, 1997 bis Ende 2009

### Stiftung
Die Stiftung Internationaler Karlspreis zu Aachen wurde im Dezember 1997 als gemeinnützige Stiftung privaten Rechts gegründet. Ihr Ziel ist, den Karlspreis ideell und materiell zu fördern. Aufgaben der Karlspreisstiftung sind die Organisation eines mehrwöchigen Rahmenprogramms im Vorfeld der jeweiligen Karlspreisverleihung, die Durchführung des Karlspreis-Europa-Forums sowie die Sicherung und Auswertung der Dokumente der Karlspreisverleihungen in einem eigenen Archiv. Weiterhin werden weitere Veranstaltungen, Ausstellungen und Begegnungen zur Förderung des Karlspreises und des Europagedankens gefördert und organisiert.

### Schirmherren
Folgende Persönlichkeiten haben die Schirmherrschaft über die Stiftung übernommen:
- Philippe, König der Belgier
- Felipe VI., König von Spanien
- Henri von Luxemburg, Großherzog von Luxemburg

## Jugendkarlspreis
Seit 2008 wird von der Karlspreisstiftung, gemeinsam mit dem Europäischen Parlament, auch der Europäische Karlspreis für die Jugend vergeben, der das europäische Engagement von Jugendlichen und jungen Erwachsenen würdigt und vorbildliche Jugendprojekte auszeichnet. Die Verleihung des Jugendkarlspreis findet in derselben Woche wie die Verleihung des Karlspreises statt. Dazu werden alle Preisträger der nationalen Wettbewerbe nach Aachen eingeladen. Die Wettbewerbe und Preisträger seit 2008 sind auf der Website des Jugendkarlspreises dokumentiert.

## Charlemagne Prize Academy
2019 gründete die Karlspreisstiftung als weitere Programmlinie die Charlemagne Prize Academy, die das Ziel hat neben der Honorierungen großer Persönlichkeiten durch den Karlspreis und der Auszeichnung von jungem Engagement durch den Jugendkarlspreis auch die akademische und wissenschaftliche Debatte zu europäischen Themen zu fördern. So vergibt die Academy seit 2019 jährlich drei bis fünf Stipendien in der Form von Fellowships an Nachwuchswissenschaftler oder Berufseinsteiger, die sich schwerpunktmäßig mit einem Thema von europäischer Relevanz beschäftigen möchten. Das Fellowship ist mit 25.000 Euro dotiert und hat eine Laufzeit von je 12 Monaten.

## Kritik und Proteste
Grundsätzlich kritisiert wird die Berufung auf den Namensgeber Karl den Großen, der im Nachhinein unter anderem auch den Beinamen „Sachsenschlächter“ erhielt. Diese Bezeichnung hat wesentlichen Bezug zum Blutgericht von Verden, ein angebliches Massaker an 4500 heidnischen Sachsen während der Sachsenkriege, das in der Forschung sehr unterschiedlich bewertet wurde und wird. Der Begriff wurde Anfang des 20. Jahrhunderts auch von Vertretern der völkischen Bewegung benutzt, um die heidnischen Sachsen als letzte Bastion des germanischen Widerstands gegen die Unterwerfung unter das von Karl vertretene „welsche“ Christentum darzustellen.
Bei ihrer Namenswahl bezogen sich die Gründer des Karlspreises auf die kulturelle Bedeutung Karls des Großen, mit dem der kulturelle Niedergang während der Wirren der Völkerwanderung beendet und umgekehrt wurde. Hier wirkt Karl der Große bis heute nach, indem er auf der Grundlage der lateinischen Sprache und Schriftkultur, der antiken Überlieferung und des Christentums eine kulturelle Überformung seines Machtbereiches herbeiführte, welche die Entwicklung Europas zu einem bei allen regionalen Unterschieden vergleichsweise einheitlichen Kulturraum in die Wege geleitet hat, die bis heute Bestand hat und Europa von anderen Erdteilen unterscheidet.
Mit Bezug auf einen Bericht des US-Nachrichtenoffiziers Saul Kussiel Padover wurden sowohl in einer amerikanischen als auch einer britischen Pressemitteilung die Idee des Karlspreises wegen der Mitgliedschaft Pfeiffers in der NSDAP und fünf weiteren NS-Organisationen sowie den ebenfalls NS-belasteten Mitgliedern des ersten Karlspreisdirektoriums, Oberstadtdirektor und Bürgermeister Albert Servais und Hochschulprofessor Peter Mennicken, in Frage gestellt und dieser Preis zusätzlich auch als vermeintliche und nicht angebrachte „Mystifizierung“ Karls des Großen, seiner Politik und seines Reiches interpretiert. Beide Dokumente gehen auf die gleiche Quelle zurück, den britischen EU-Kritiker Rodney Atkinson, der auch die Website Free Nations betreibt.
Gegen die in diesen Dokumenten aufgestellten Theorien sprechen die Biografien der Gründer des Karlspreises. Einige von ihnen waren erklärte Gegner der Nationalsozialisten, viele hatten während der nationalsozialistischen Herrschaft Probleme und Konflikte mit den damaligen Machthabern, wurden verfolgt und auch inhaftiert.
Kritik wurde wiederholt an der Vergabepraxis des Direktoriums laut: Konservative Politiker würden deutlich stärker berücksichtigt. Der Name des sozialdemokratischen Bundeskanzlers und Friedensnobelpreisträgers Willy Brandt sei für die damalige Mehrheit der Jury ein „rotes Tuch“ und nicht verhandelbar gewesen. Bemerkenswert ist auch, dass Brandts Nachfolger im Amt, der 2015 verstorbene Helmut Schmidt als Preisträger übergangen wurde. Dagegen erhielten – bis auf die kurzzeitig regierenden Kanzler Ludwig Erhard und Kurt Georg Kiesinger – alle christdemokratischen Bundeskanzler den Karlspreis.
Den Preisträgern Tony Blair (1999), Bill Clinton (2000) und Javier Solana (2007) wurde vorgehalten, sie seien die Hauptverantwortlichen der Luftangriffe gegen die Bundesrepublik Jugoslawien.
Häufig wurden die Verleihungen von Demonstrationen begleitet. Auf Kritik – u. a. von linken Gruppen – stößt immer wieder die Auswahl der Preisträger, wie auch die Institution Karlspreis selbst. Unter den Ausgewählten befanden sich etwa 1984 das ehemalige NSDAP-Mitglied Bundespräsident Karl Carstens und 1987 der ehemalige US-Außenminister Henry Kissinger, zu dessen Amtszeit sowohl die Ausweitung des Vietnamkrieges als auch der von US-Geheimdiensten unterstützte Putsch gegen die Regierung Chiles unter Salvador Allende durchgeführt wurden. Aus Protest gegen die Preisvergabe an Kissinger traten die Stadträte von SPD und Grünen aus dem Direktorium des Karlspreises aus.
Seit 1990 sind wieder Vertreter beider Fraktionen im Karlspreisdirektorium vertreten, nachdem der Name in Internationaler Karlspreis zu Aachen verändert wurde und die Gründungsproklamation durch eine gemeinsame Erklärung des Rates der Stadt Aachen sowie der Karlspreisgesellschaft ergänzt worden war. In diese Erklärung fanden die seit 1989 veränderte politische Situation in Europa, die Rolle Europas im Nord-Süd-Gegensatz und das Thema Schutz der Umwelt Eingang.
Besonders intensiv kritisiert ob der Diskrepanz zum Anspruch des Karlspreises, verdiente Europäer zu würdigen, wurde die Verleihung an Jean-Claude Juncker (2006) im Kontext der Luxemburg-Leaks sowie dessen langjährigen Protegé Martin Schulz (2015) im Zuge derer Aufarbeitung im EU-Parlament.
2012 traf die Verleihung an Wolfgang Schäuble auf Unverständnis; dieser hatte 2009 den Big Brother Award „gewonnen“ und wird unter anderem für seine militaristische Politik kritisiert – noch in den Jahren zuvor (1999, 2000, 2004, 2007, 2009) hatte sich das Direktorium der Karlspreisgesellschaft wiederholt in der Medailleninschrift auf den Frieden bezogen.
Im März 2018 kam Kritik an der Verleihung des Karlspreises 2018 an den französischen Staatspräsidenten Emmanuel Macron auf. Frankreich ist mit Abstand größter Aktionär der Betreibergesellschaft Engie Electrabel und an den Kernkraftwerken Tihange sowie Doel in Belgien beteiligt.
Die Verleihung des Preises wegen des „Schutzes von Minderheiten“ an Klaus Johannis stieß im Frühjahr 2020 auf Kritik. Der rumänische Staatspräsident hetzte damals erneut offen gegen die ungarische Minderheit im Land und bezichtigte sie, durch nationalistische Verschwörungstheorien und ohne jegliche Belege, Siebenbürgen von Rumänien abspalten zu wollen. Er wurde daraufhin wegen Missachtung der Würde ethnischer Minderheiten zu einer Geldstrafe verurteilt.

## Liste der Preisträger
Die Geschichte des Karlspreises spiegelt die Geschichte des europäischen Einigungsprozesses seit Ende des Zweiten Weltkrieges wider. Die ersten Preisträger waren die „berühmtesten Namen des politischen Nachkriegs-Europas“, die Gründerväter der Europäischen Gemeinschaft für Kohle und Stahl, es folgten die Hoffnungsträger der Erweiterungen nach Süden und Norden, die Verantwortlichen für die europäischen demokratischen Institutionen, die Akteure der Wende im Osten Europas und der Wiedervereinigung von Ost und West und Impulsgeber auf kultureller und sozialer Ebene. Obwohl die ursprüngliche Proklamation eine jährliche Verleihung vorsah, gibt es zehn Jahre, in denen keine Verleihung stattfand (erstmals 1956, zuletzt 2021).
| Jahr      | Preisträger | Medailleninschrift                                                               | Anmerkungen | Bild                                                                                 |
| --------- | --- | -------------------------------------------------------------------------------- | --- | ------------------------------------------------------------------------------------ |
| 1950      | Richard Coudenhove-Kalergi | In Würdigung seiner Lebensarbeit für ein geeintes Europa                         | | Graf Coudenhove-Kalergica. 1926                                                      |
| 1951      | Hendrik Brugmans | Dem mutigen Wegbereiter eines geeinten Europa                                    | | Hendrik Brugmans 1967                                                                |
| 1952      | Alcide De Gasperi | Dem Staatsmann und Europäer Alcide de Gasperi                                    | | Alcide de Gaspari                                                                    |
| 1953      | Jean Monnet | Dem Schöpfer der ersten souveränen übernationalen europäischen Institution       | | Jean Monnet 1952                                                                     |
| 1954      | Konrad Adenauer | Dem kraftvollen Förderer eines einigen Europa                                    | | Konrad Adenauer 1952                                                                 |
| 1955      | Winston Churchill | Hüter menschlicher Freiheit – Mahner der europäischen Jugend                     | Churchill war Preisträger des Jahres 1955, konnte ihn aber erst 1956 entgegennehmen. | Winston Churchill, 1944                                                              |
| 1957      | Paul-Henri Spaak | Verdienst um Europas Einigung und Sicherheit                                     | | Verleihung an Paul-Henri Spaak, 1957                                                 |
| 1958      | Robert Schuman | Für die Einheit Europas                                                          | | Robert Schumann, 1949                                                                |
| 1959      | George C. Marshall | Für Verdienst um Wiederaufbau und Einigung Europas                               | | George C. Marshall, 1946                                                             |
| 1960      | Joseph Bech | Für Verdienste um Europa                                                         | | Joseph Bech, 1967                                                                    |
| 1961      | Walter Hallstein | Neues Europa freiwilliger Bindung                                                | | Walter Hallstein, 1957                                                               |
| 1963      | Edward Heath | Einordnung und Festigkeit in Europäischer Zukunft                                | | Edward Heath                                                                         |
| 1964      | Antonio Segni | Für Einheit und Freiheit Europas                                                 | | Antonio Segni                                                                        |
| 1966      | Jens Otto Krag | Für die Einheit Europas                                                          | | Jens Otto Krag                                                                       |
| 1967      | Joseph Luns | Einsatz für Europa                                                               | | Joseph Antoine Marie Hubert Luns                                                     |
| 1969      | Kommission der europäischen Gemeinschaften                                                                                            | Gemeinschaften in Anerkennung ihrer hohen Verdienste um die Europäische Einigung | | Europaflagge                                                                         |
| 1970      | François Seydoux de Clausonne | Freiheit durch Einheit                                                           | | 2.v.l.: François Seydoux de Clausonne, 1966                                          |
| 1972      | Roy Jenkins | Bekenntnis zu Europa                                                             | | Roy Jenkins, 1977                                                                    |
| 1973      | Salvador de Madariaga | Ein Leben für Europa – Freiheit, Ethik, Mut                                      | | Salvador de Madariaga y Rojo                                                         |
| 1976      | Leo Tindemans | Abendländische Klarheit und Verantwortung                                        | | Leo Tindemans, 2006                                                                  |
| 1977      | Walter Scheel | Für Europa und den Frieden der Welt                                              | | Walter Scheel                                                                        |
| 1978      | Konstantinos Karamanlis | Freiheit und Wohlfahrt in enger Bindung                                          | | Konstantinos Karamanlis                                                              |
| 1979      | Emilio Colombo | Ein Leben für Europa                                                             | | Emilio Colombo                                                                       |
| 1981      | Simone Veil | Für ein demokratisches Europa                                                    | | Simone Veil                                                                          |
| 1982      | König Juan Carlos I. von Spanien | Für Einheit und Menschenwürde                                                    | | König Juan Carlos I. von Spanien                                                     |
| 1984      | Karl Carstens | Raum des Rechtes und des Friedens                                                | | Karl Carstens, 1973                                                                  |
| 1986      | Das Volk von Luxemburg | Vorbild und Beharrlichkeit auf dem Weg zur Einheit Europas                       | | Flagge Luxemburgs                                                                    |
| 1987      | Henry Kissinger | Für Partnerschaft und Frieden                                                    | „Henry Kissingers Name ist das Symbol der Politik der Entspannung, des Friedens, der Abrüstung und der Partnerschaft.“ (aus der Rede des damaligen Aachener Oberbürgermeister Kurt Malangré bei der Verleihung) Die Verleihung führte zu Protesten in der Öffentlichkeit und im Direktorium. Der Preisträger habe, so die Begründung der Ratsherrn Bernhard Schlag (Grüne) und Peter Schmidt (SPD), schon 1957 „die Idee vom auf Europa begrenzten Nuklearkrieg geboren und sich damit doch selbst diskreditiert“. | Henry Kissinger, 2008                                                                |
| 1988      | François Mitterrand und Helmut Kohl                                                                                                   | Für Französisch-Deutsche Freundschaft und Europas Zukunft                        | | François Mitterrand und Helmut Kohl, 1987                                            |
| 1989      | Frère Roger | Gleichnis der Gemeinschaft                                                       | | Frère Roger 2003                                                                     |
| 1990      | Gyula Horn | Gesamteuropa – Von der Spaltung zur Einheit                                      | | Gyula Horn bei der Preisverleihung                                                   |
| 1991      | Václav Havel | Symbol der Verständigung in Europa                                               | | Václav Havel                                                                         |
| 1992      | Jacques Delors | Baumeister des europäischen Binnenmarktes                                        | | Jaques Delors 1988                                                                   |
| 1993      | Felipe González | Streiter für Freiheit und Demokratie in Europa                                   | | Felipe González                                                                      |
| 1994      | Gro Harlem Brundtland | Verantwortung Europas für die Welt                                               | | Gro Harlem Brundtland (2007)                                                         |
| 1995      | Franz Vranitzky | Europa wachsen neue Kräfte zu                                                    | | Franz Vranitzky                                                                      |
| 1996      | Königin Beatrix der Niederlande | Gute Nachbarschaft in Europa                                                     | | Beatrix der Niederlande                                                              |
| 1997      | Roman Herzog | Unsere Vision heißt Europa                                                       | | Roman Herzog                                                                         |
| 1998      | Bronisław Geremek | Freiheit und Demokratie in Europa                                                | | Bronisław Geremek                                                                    |
| 1999      | Tony Blair | Frieden und Zusammenwachsen in Europa                                            | Blair wurde für sein entschlossenes Handeln in der Kosovo-Krise 1999 ausgezeichnet, in der er den US-Präsidenten Clinton von einer klaren Haltung der NATO gegenüber Slobodan Milošević überzeugte und Grundzüge einer neuen Doktrin für die internationale Gemeinschaft festlegte. | Tony Blair                                                                           |
| 2000      | Bill Clinton | Partnerschaft für Freiheit, Demokratie und Frieden                               | | Der Aachener Oberbürgermeister Linden mit Karlspreisträger Clinton                   |
| 2001      | György Konrád | Brückenbauer für Gerechtigkeit und Versöhnung in Europa                          | | György Konrád                                                                        |
| 2002      | Der Euro | Identifikation mit Europa                                                        | Im Jahre 2002 wurde der Euro, die Währung der Europäischen Währungsunion, mit dem Internationalen Karlspreis zu Aachen ausgezeichnet, da er „wie kein anderer Integrationsschritt zuvor die Identifikation mit Europa befördert und damit einen entscheidenden, epochemachenden Beitrag zum Zusammenwachsen der Völkerfamilie leistet“. Angenommen wurde der Preis von Wim Duisenberg, dem damaligen Präsidenten der Europäischen Zentralbank. Der Orden wird jedoch nicht von Duisenberg verwahrt, sondern befindet sich im Archiv der europäischen Zentralbank in Frankfurt.                                                                          | Eurozeichen                                                                          |
| 2003      | Valéry Giscard d’Estaing | Verfassung für ein Vereintes Europa                                              | Giscard d’Estaing erhielt den Preis für seine Verdienste um den Entwurf einer Europäischen Verfassung, die er als Präsident des Europäischen Konvents mit ausarbeitete. | Valéry Giscard d’Estaing, 1978                                                       |
| 2004      | Johannes Paul II. | Außerordentlicher Karlspreis Aachen. Papst Johannes Paul II. Europa des Friedens | Am 24. März 2004 wurde in Rom der Außerordentliche Internationale Karlspreis zu Aachen an Papst Johannes Paul II. in Würdigung seines Wirkens für die Einheit Europas, die Wahrung seiner Werte und die Botschaft des Friedens verliehen. | Johannes Paul II.                                                                    |
| 2004      | Pat Cox | Erweiterung und Demokratisierung der Europäischen Union                          | Am 20. Mai 2004 wurde er in Aachen mit dem Karlspreis ausgezeichnet. Das Karlspreis-Direktorium würdigt damit seine Verdienste um die EU-Erweiterung und Demokratisierung der Europäischen Union. | Pat Cox (Aufnahme von 2009)                                                          |
| 2005      | Carlo Azeglio Ciampi | Europa der Werte                                                                 | Der italienische Staatspräsident wird für seine Verdienste um Europa ausgezeichnet. Ciampi hat den Preis am 5. Mai im Krönungssaal des Aachener Rathauses entgegengenommen. | Carlo Azeglio Ciampi                                                                 |
| 2006      | Jean-Claude Juncker | Motor für Europa                                                                 | Mit Glaubwürdigkeit, Kompetenz und Leidenschaft sei er Motor und Vordenker des Integrationsprozesses, begründete das Karlspreis-Direktorium die Wahl. | Jean-Claude Juncker einen Tag vor der Preisverleihung bei einer Rede in Aachen       |
| 2007      | Javier Solana | Frieden in Europa – Frieden in der Welt                                          | Solana erhielt am 17. Mai 2007 für „herausragendes Engagement für einen substanziellen Beitrag Europas zu einer sicheren und gerechteren Welt“ den Karlspreis. | Jean-Claude Trichet und Javier Solana (rechts)                                       |
| 2008      | Angela Merkel | Europa gelingt gemeinsam                                                         | „In Würdigung ihres herausragenden Beitrags zur Überwindung der Krise der EU und in Anerkennung richtungweisender Entscheidungen zum Fortschreiten des europäischen Einigungsprozesses […] ehrt hiermit eine überzeugte Europäerin für ihren bahnbrechenden Beitrag zum europäischen Grundlagenvertrag, ihre integrierende und menschliche, zugleich bestimmende und zielorientierte Verhandlungsführung, für ihre kluge Diplomatie und ihr engagiertes Auftreten für die Vertiefung der europäischen Integration.“ Nicolas Sarkozy, der Präsident Frankreichs, hielt die Laudatio. Er würdigte das Verhältnis der Franzosen zu Deutschland und Europa. | Oberbürgermeister Linden (rechts) mit Angela Merkel                                  |
| 2009      | Andrea Riccardi | Frieden, Solidarität und Menschenwürde                                           | Gründer der Gemeinschaft Sant’Egidio. Das Direktorium für den Karlspreis würdigte neben den zahlreichen Verdiensten insbesondere das „herausragende Beispiel zivilgesellschaftlichen Engagements für ein menschliches und – innerhalb wie außerhalb seiner Grenzen – solidarisches Europa, für die Verständigung von Völkern, Kulturen und Religionen und für eine friedlichere und gerechtere Welt.“ | Andrea Riccardi einen Tag vor der Preisverleihung                                    |
| 2010      | Donald Tusk | Verständigung, Partnerschaft, Solidarität                                        | „In Würdigung einer beeindruckenden Biografie im Dienste der Freiheit und der Demokratie und in Anerkennung seiner besonderen Verdienste um die Verständigung und Zusammenarbeit der Republik Polen mit seinen europäischen Partnern ehrt das Direktorium […] mit […] Donald Tusk einen polnischen Patrioten und großen Europäer, der vor drei Jahrzehnten gemeinsam mit zahlreichen Mitgliedern der Solidarność-Bewegung den Grundstein für die Wiedervereinigung Europas gelegt hat und heute in besonderer Weise für ein demokratisches und weltoffenes Polen im Kreise der europäischen Völkerfamilie steht.“                                       | Donald Tusk                                                                          |
| 2011      | Jean-Claude Trichet | Stabilität und Vertrauen für Europa                                              | „In Würdigung seiner herausragenden Verdienste um den Zusammenhalt der Währungsunion und den Erhalt der Wettbewerbsfähigkeit des europäischen Binnenmarktes als Grundstein unseres Wohlstands und sozialer Sicherheit.“ | Jean-Claude Trichet                                                                  |
| 2012      | Wolfgang Schäuble | Für die Einheit Europas                                                          | Für seine „herausragenden Verdienste um die Überwindung der Teilung Deutschlands und Europas und seiner Rolle als Ideengeber und wichtiger Akteur bei nahezu allen Integrationsfortschritten in den vergangenen drei Jahrzehnten und in Anerkennung seiner bedeutenden Beiträge zur Stabilisierung der Währungsunion und zur Vertiefung des Einigungsprozesses“. | Wolfgang Schäuble                                                                    |
| 2013      | Dalia Grybauskaitė | Aufbruch im Nordosten Europas                                                    | Für „[…] eine der herausragenden Persönlichkeiten der baltischen Region in Würdigung ihrer bedeutenden Verdienste um eine vertiefte Integration der Europäischen Union und die Bewältigung der aktuellen Krise.“ | Dalia Grybauskaitė                                                                   |
| 2014      | Herman Van Rompuy | Integrationskraft für Europa                                                     | „In Würdigung seiner bedeutenden Verdienste als Mittler und Konsensbildner und zugleich als wichtiger Impulsgeber der europäischen Einigung. […] Pragmatisch und handlungsstark, mit großer Integrität und Integrationskraft leistet er durch die Ausfüllung dieses neu geschaffenen Amtes (gemeint ist Präsident des Europäischen Rates) einen maßgeblichen Beitrag zur Konsolidierung und Weiterentwicklung des Vereinten Europas.“ | Herman Van Rompuy (2012)                                                             |
| 2015      | Martin Schulz | Die Bürger Europas stärken                                                       | „In Würdigung seiner bedeutenden Verdienste um eine Stärkung der Parlamentarisierung und der demokratischen Legitimation in der Europäischen Union und in Anerkennung seiner Rolle als wichtiger Vordenker der EU.“ | Martin Schulz (2014)                                                                 |
| 2016      | Papst Franziskus | Europa – eine Gesellschaft der Werte                                             | Für die „[…] herausragenden Botschaften und Zeichen, die sein Pontifikat für Frieden und Verständigung, für Barmherzigkeit, Toleranz, Solidarität und die Bewahrung der Schöpfung setzt […]“ | Papst Franziskus (2015)                                                              |
| 2017      | Timothy Garton Ash | Europa braucht Freiheit, Mut und Toleranz                                        | „In Würdigung seines herausragenden wissenschaftlichen und publizistischen Werkes […]“ | Timothy Garton Ash (2019)                                                            |
| 2018      | Emmanuel Macron | Neubegründung des Europäischen Projekts                                          | „[…] für seine Vision von einem neuen Europa und der Neugründung des europäischen Projektes, von einer neuen europäischen Souveränität und einer engen, neu strukturierten Zusammenarbeit der Völker und Nationen […]“ | Emmanuel Macron (2017)                                                               |
| 2019      | António Guterres | Für die friedliche Zusammenarbeit der Völker                                     | „[…] in Würdigung seines Einsatzes für eine Neubelebung und Festigung der multilateralen Zusammenarbeit auf der Grundlage der Werte und Ziele der Europäischen Union und der Vereinten Nationen […]“ | António Guterres (2018)                                                              |
| 2020/2021 | Klaus Johannis | Einheit, Solidarität und Zusammenhalt                                            | „[…] für die europäischen Werte, für Freiheit und Demokratie, den Schutz von Minderheiten und kulturelle Vielfalt, der sich bedeutende Verdienste um die Rechtsstaatlichkeit und die Unabhängigkeit der Justiz erworben hat […]“ | Klaus Iohannis (2015)                                                                |
| 2022      | Maryja Kalesnikawa Swjatlana Zichanouskaja Weranika Zepkala                                                                           | Mut und Einsatz für Demokratie und Freiheit                                      | „[…] drei mutige Frauen, die unter schwierigsten politischen Bedingungen, unter Einsatz ihrer persönlichen Freiheit und Unversehrtheit, dem Diktator von Belarus die Stirn geboten haben; […] die für das eintreten, was den Kern des europäischen Projektes ausmacht: Menschenrechte, Frieden und Freiheit, Rechtsstaatlichkeit, Demokratie und Solidarität.“ | Maryja Kalesnikawa (2020) · Swjatlana Zichanouskaja (2021) · Weranika Zepkala (2020) |
| 2023      | Das ukrainische Volk und Wolodymyr Selenskyj, Präsident der Ukraine                                                                   | Für Frieden und Freiheit der Völker in Europa                                    | „Das ukrainische Volk verteidigt unter der Führung seines Präsidenten Wolodymyr Selenskyj nicht nur die Souveränität seines Landes und das Leben seiner Bürger, sondern auch Europa und die europäischen Werte.“ | Flagge der Ukraine · Wolodymyr Selenskyj                                             |
| 2024      | Oberrabbiner Pinchas Goldschmidt, Präsident der Konferenz der europäischen Rabbiner (CER), und die jüdischen Gemeinschaften in Europa |                                                                                  | „Das Karlspreisdirektorium will mit dieser Auszeichnung das Signal setzen, dass jüdisches Leben selbstverständlich zu Europa gehört und in Europa kein Platz für Antisemitismus sein darf.“ | Pinchas Goldschmidt während des WEFs 2013                                            |
| 2025      | Ursula von der Leyen, Präsidentin der Europäischen Kommission                                                                         |                                                                                  | „Für ihre Verdienste um die Einheit der Mitgliedstaaten, die Eindämmung der Pandemie, die Geschlossenheit des Verteidigungswillens gegen Russland und die Impulse zum Green Deal einerseits sowie zur Ermutigung gegenüber den anstehenden Aufgaben.“ | Ursula von der Leyen (2024)                                                          |

## Außerordentlicher Preisträger
Am 24. März 2004 wurde zum bisher einzigen Mal ein außerordentlicher Karlspreis an Papst Johannes Paul II. verliehen (siehe oben).